# Хану-луй-Пале
Хану-луй-Пале (рум. Hanu lui Pală) — село у повіті Димбовіца в Румунії. Входить до складу комуни Улієшть.
Село розташоване на відстані 57 км на захід від Бухареста, 42 км на південь від Тирговіште, 127 км на схід від Крайови, 124 км на південь від Брашова.

## Населення
За даними перепису населення 2002 року у селі проживали 408 осіб, усі — румуни. Усі жителі села рідною мовою назвали румунську.